# Блек Крик (Висконсин)
Блек Крик (енгл. Black Creek) град је у америчкој савезној држави Висконсин.

## Демографија
По попису из 2010. године број становника је 1.316, што је 124 (10,4%) становника више него 2000. године.
| Група             | 2000.         | 2010.         |
| Белци             | 1.159 (97,2%) | 1.252 (95,1%) |
| Афроамериканци    | 0 (0,0%)      | 0 (0,0%)      |
| Азијати           | 1 (0,1%)      | 2 (0,2%)      |
| Хиспаноамериканци | 13 (1,1%)     | 28 (2,1%)     |
| Укупно            | 1.192         | 1.316         |